# 马萨达尔贝
马萨达尔贝（義大利語：Massa d'Albe），是意大利阿奎拉省的一个市镇。总面积68.33平方公里，人口1585人，人口密度23.2人/平方公里（2009年）。ISTAT代码为066054。